# استر ۶۲۲

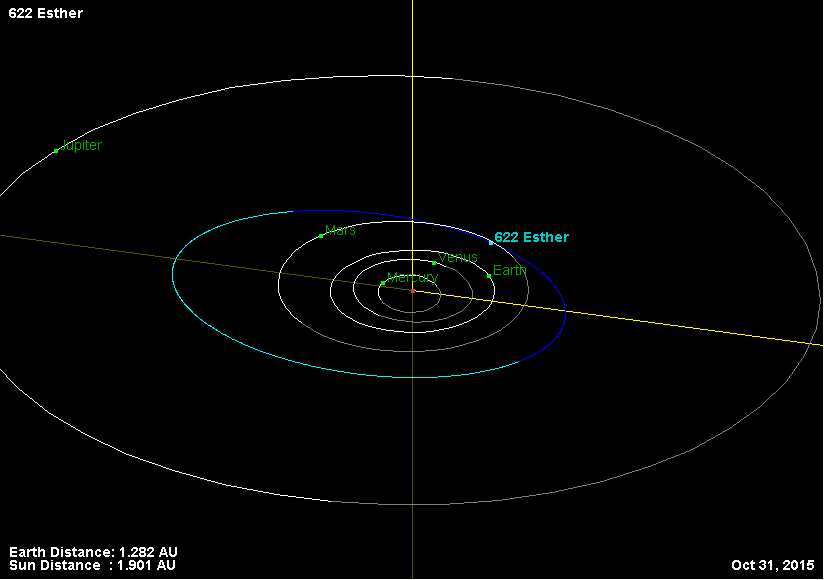
نمایی از محل قرارگیری سیارک استر ۶۲۲ در مدار – ۲۰۱۵

سیارک ۶۲۲ (به انگلیسی: 622 Esther، نامگذاری:1906WP) ششصد و بیست و دومین سیارک کشف شده‌است که در ۱۳ نوامبر ۱۹۰۶ کشف شد.
قدر مطلق سیارک برابر ۱۰٫۱۷ است.